# Fire Burns in Our Hearts
Clandestine Blaze – pierwszy studyjny album finlandzkiej grupy muzycznej Clandestine Blaze wydany w 1999 roku przez Northern Heritage Records.

## Lista utworów
1. „Intro” – 1:35
2. „Clandestine Blaze” – 5:09
3. „Anti-Christian Warfare” – 7:24
4. „Native Resistance” – 5:12
5. „Children of God” – 7:45
6. „Killing the Waste of Flesh” – 3:03
7. „Icons of Torture” – 4:32
8. „Outro” – 2:53

## Wersje
- Wersja CD wydana przez Blackmetal.com.
- Wersja LP wydana przez Northern Heritage limitowana do 200 ręcznie numerowanych kopii.
- Wersja CD wydana przez Northern Heritage w roku 2005.
- Wersja kasetowa wydana przez Northern Heritage limitowana do około 100 kopii.

## Twórcy
- Mikko Aspa – śpiew oraz wszystkie instrumenty